# 익스페리멘털 팝
익스페리멘털 팝(영어: Experimental pop)이란 전통적인 음악의 범주 내에서 분류할 수 없거나 기존의 대중적인 요소를 새로운 영역으로 넣으려는 팝 음악을 의미한다.

## 특징
작가 빌 마틴은 "익스페리멘털 팝"이라는 용어가 "모순적으로 들릴" 수 있지만, 그 음악을 특징짓는 세 가지 기준을 아래와 같다고 언급했다.
- 기존의 대중 음악의 형태에 뿌리를 두고 있다.
- 대중적인 형태의 사용을 실험하거나 더욱 확장시킨다.
- 아방가르드 적인 방식으로 청중을 새로운 발전으로 끌어들이려 시도한다.[3]

예술가들 사이에서는 일부 구체 음악, 우연성 음악이나 절충주의와 같은 실험적인 기법을 팝 맥락에 통합하는 것을 포함하기도 한다.

## 역사

### 1970~1980년대

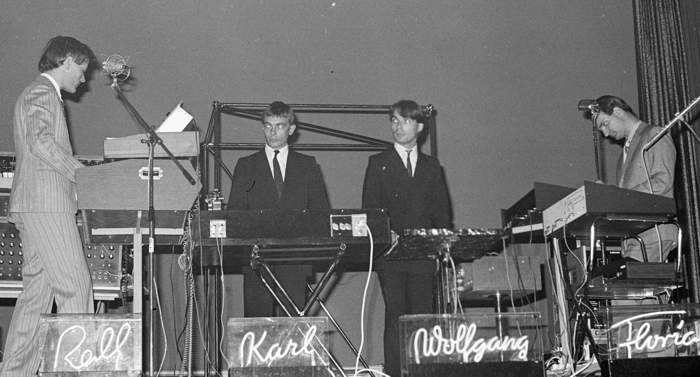
1976년 취리히에서 공연하는 크라프트베르크

작가 파스칼 부시는 1970년대의 캔이나 크라프트베르크와 같은 독일의 크라우트록 밴드들이 실험 음악과 팝 음악 사이의 간극을 성공적으로 메꾸었다고 언급하였으며, 뉴욕 타임스는 크라프트베르크가 《Radio-Activity》(1976), 《Trans-Europe Express》(1977)와 같은 음반에서 "익스페리멘털 팝의 감성"을 다듬었다고 평했다. 작가 오언 해덜리는 1970년대와 1980년대 영국 전역에서 "문학적-익스페리멘털 팝의 전통"이 있다고 주장했다. 해덜리는 록시 뮤직, 더 스미스, 어소시에이츠, 펫 숍 보이스 등의 음악가들이 구현한 이 전통은 "섹슈얼리티와 문해력, 과시적인 공연과 엄격한 솔직함, 격렬한 야망과 계급에 대한 분노의 균형을 실험과 포퓰리즘적 결속력 사이의 균형을 유지하는 작품으로 번역했다"고 이야기했다. 록시 뮤직의 전 멤버였던 브라이언 이노의 1970년대 작품은 리 랜디가 말하는 "익스페리멘털 팝을 창조하면서 실험 음악의 발전을 적용한" 팝 음악가의 전형적 사례로 꼽혔다.

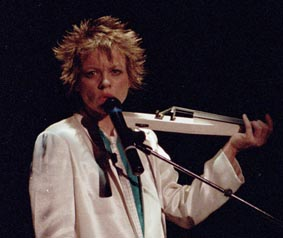
1980년대 로리 앤더슨의 모습

뉴욕 타임스의 윌 허미스는 로리 앤더슨을 익스페리멘털 팝의 선구자로 꼽으며, 앤더슨의 대표곡인 〈O Superman〉(1981)을 "전자음악적으로 처리된 구절을 사용해 모성의 도움을 현대 기업 국가의 심리학과 결합한 특이한 뉴 웨이브 히트곡"이라고 평했다. 제이슨 카울리는 가디언에 기고한 글에서 영국의 싱어송라이터 케이트 부시를 "익스페리멘털 팝 음악의 언어로 훌륭하게 표현한 음악가"라고 묘사했으며, 페이스트는 마이 블러디 밸런타인의 1988년 음반 《Isn't Anything》이 "거칠고 소용돌이 치는 기타의 톤과 아름다운 불협화음의 왜곡"을 바탕으로 한 팝 미학을 선보이며, 결국 슈게이징이라고 알려진 장르로 발전했다고 주장하였다. 마틴은 퍼블릭 에너미나 KRS-One과 같은 음악가들이 발표한 힙합 음악이 예술과 정치적 혁신의 새로운 결합을 보며 익스페리멘털 팝의 새로운 형태로 등장했다고 이야기했다.

### 1990~2000년대
가디언의 마이클 그랙은 1990년대에 솔로 활동을 시작한 아이슬란드의 비요크를 두고 "익스페리멘털 팝의 여왕"이라는 표현을 붙였다. 2010년 배런 매챗이 설립한 레이블 히포스 인 탱크스는 뉴 웨이브, 아방가르드 노이즈, 리듬 앤 블루스, 테크노와 같은 이질적인 음악을 활용한 인터넷 시대의 익스페리멘털 팝과 연관이 있으며, 제임스 페라로, 로렐 헤일로, 하이프 윌리엄스, 아르카 등의 음악가의 프로젝트를 발매했다.

### 참고 자료
- Landy, Leigh (1994). 《Experimental Music Notebooks》. Taylor & Francis. ISBN 978-3-7186-5554-0.
- Johnson, Michael (2009). 《Pop Music Theory》. Lulu.com. ISBN 978-0-578-03539-0.
- Martin, Bill (2015). 《Music of Yes: Structure and Vision in Progressive Rock》. Open Court. ISBN 978-0-8126-9333-1.
- Landy, Leigh (2013). 《What's the Matter with Today's Experimental Music》. Routledge. ISBN 978-3-7186-5168-9.
- Bussy, Pascal (2004). 《Kraftwerk: Man, Machine and Music》. SAF Publishing Ltd. ISBN 978-0-946719-70-9.
- Martin, Bill (1998). 《Listening to the Future: The Time of Progressive Rock, 1968–1978》. Open Court. ISBN 0-8126-9368-X.